# Douglas Davis
Douglas Matthew Davis (* 11. April 1933 in Washington, D.C.; † 16. Januar 2014 in New York City) war ein US-amerikanischer Kunstkritiker, Videokünstler, Performancekünstler, Medienkünstler und digitaler Künstler.

## Leben und Werk
Davis studierte an der American University und erhielt den Master an der Rutgers University. Als Gastdozent war er an einer Vielzahl von Universitäten beschäftigt. Douglas Davis begann als freiberuflicher Autor und verfasste Rezensionen für den National Observer. Von 1969 bis 1988 war er Architektur- und Kunstkritiker bei der Zeitschrift Newsweek. In den 1960er Jahren startete Davis seine eigene künstlerische Tätigkeit. In den 1970ern experimentierte er mit Video und Performance.

Am 24. Juni 1977, anlässlich der Eröffnung der documenta 6 in Kassel, produzierte der Hessische Rundfunk seine erste, dreißigminütige Live-Satellitenschaltung. Die Satellitenübertragung konnte von einem Publikum auf der ganzen Welt empfangen werden. Drei Performances gingen auf Sendung. Nam June Paik und Charlotte Moorman zeigten zusammen eine zehnminütige Performance. Joseph Beuys hatte die zweite Sendezeit von zehn Minuten. The Last Nine Minutes: documenta VI Satellitenübertragung ist die Live-Satelliten-Performance von Douglas Davis. Er fordert die Zuschauer auf, mit ihm über den Bildschirm in Kontakt zu treten.

„Meine Arbeit hieß ‚The Last 9 Minutes‘, weil ich die letzten 9 Minuten der Sendung für meine Performance hatte. Ich ging wieder im Kreis, man sieht mich, wie ich um das Zentrum des Fernsehmonitors gehe, und versuche, Dich zu finden, zu Dir zu sprechen, Dich zu berühren. Meine aufgezeichnete Stimme sagt, einmal auf Englisch, einmal auf Deutsch, während der Text in Spanisch über den Bildschirm läuft: ‚Wo immer Du auch bist, ich werde Dich in neun Minuten finden. Ich werde alle Ecken, alle Winkel in diesem Raum und in Deinem Raum durchsuchen. Lege Deine Hände auf den Bildschirm. Lass mich Deine Uhr ticken hören. Wir werden diese Begrenzung in neun Minuten zerstören.‘“

## Ausstellungen
Einzelausstellungen fanden unter anderem statt im Centre Georges Pompidou, Paris; Metropolitan Museum of Art, New York City; Everson Museum of Art, Syracuse (New York) und The Kitchen, New York City. Seine Arbeiten wurden gezeigt auf der Biennale di Venezia; im Museum of Modern Art, New York; Hirshhorn Museum and Sculpture Garden, Washington, D.C.; Whitney Museum of American Art, New York; Kölnischer Kunstverein, Köln und dem Solomon R. Guggenheim Museum, New York.

## Auszeichnungen
Davis erhielt Stipendien der Rockefeller-Stiftung, des National Endowment for the Arts und 1977 des DAADs für Berlin.